# Dave Swarbrick
David Cyril Eric "Dave" Swarbrick, född 5 april 1941 i New Malden i London, död 3 juni 2016, var en brittisk folkmusiker. Han spelade fiol, altfiol, mandolin och gitarr samt sjöng.

## Biografi
Swarbrick växte upp i Birmingham där han lärde sig spela fiol av en lokal violinist och studerade vid Birmingham College of Art (idag inkorporerat med Birmingham Institute of Art and Design) under sena 1950-talet. Han spelade gitarr och gick med i Beryl Marriots Ceilidh Band i Birmingham. Beryl fick Swarbrick att återigen börja spela fiol.
Swarbrick gick med i Ian Campbell Folk Group 1960. 1966 spelade han med Martin Carthy och tillsammans blev de en stor akt inom den samtida folkmusikscenen. 1969 började han spela med den elektriska folkgruppen Fairport Convention. 1973 spelade han mandolin på Al Stewarts album Part, Present & Future.
1984 bildade Swarbrick gruppen Whippersnapper, en grupp känd för sina akustiska krafter. Han valde 1989 att lämna bandet för att satsa på sitt soloarbete och partnerskapet med Martin Carthy.
Swarbrick flyttade 1984 till Australien där han började arbeta med Alistair Hulett. Han återvände till England 1996 och började arbeta med Kevin Dempsey, som var del av gruppen Uiscedwr.

## Diskografi

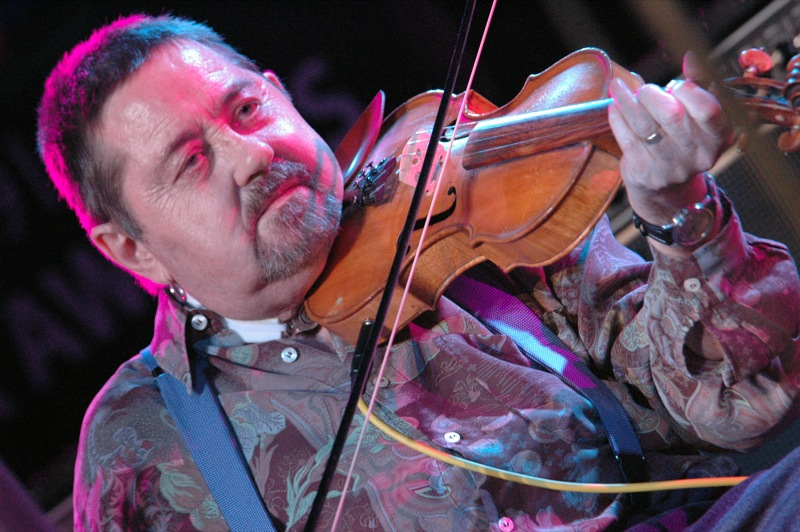
Dave Swarbick 2006.

Listan är ett urval av den totala diskografin.
Dave Swarbrick, Martin Carthy och Diz Disley
- Rags, Reels & Airs (1967)

Soloalbum
- Swarbrick (1976)
- Swarbrick 2 (1977)
- Lift The Lid and Listen (1978)
- The Ceilidh Album (1978)
- Smiddyburn (1981)
- Flittin' (1983)
- In The Club (1983)
- Live At Jackson's Lane [1991] (1996)
- Folk on 2 [1991] (1996)

Dave Swarbrick & Simon Nicol
- Live at the White Bear (1981)
- Close to the Wind (1984)
- Close to the White Bear (1998)

Dave Swarbrick och Fairport Convention
- SwarbAid (1999)

Samlingar
- Swarb [box] (2003)
- English Fiddler (2003)
- It Suits Me Well (2004)

Dave Swarbrick och Alistair Hulett
- Saturday Johnny and Jimmy The Rat (1996)
- The Cold Grey Light of Dawn (1998)
- Red Clydeside (2002)

Swarb's Lazarus
- Live and Kicking (2006)